# Ліхтарна акула гавайська
Ліхтарна акула гавайська (Etmopterus villosus) — акула з роду Ліхтарна акула родини Ліхтарні акули.

## Опис
Загальна довжина досягає 46 см. Голова середнього розміру. Очі великі, майже у 4 рази більше за зяброві щілини. Рот широкий, дугоподібний. Зуби верхньої щелепи мають декілька верхівок, з яких найдовшою є центральна. На нижній щелепі зуби розташовані щільно, утворюючи верхівками суцільну ріжучу крайку. У неї 5 пар зябрових щілин. Тулуб товстий та щільний. Шкіряна луска з гакоподібними конічними коронками, розташовані правильними поздовжніми рядками з широким інтервалом. Має 2 спинних плавця з шипами. Задні майже у 2 рази більше за передній. Шип заднього плавця довший за шип переднього. Відстань від основи черевних плавців до початку хвостового плавця дорівнює відстані від кінчика морди до бризкалець. Хвіст короткий. Анальний плавець відсутній.
Забарвлення спини темно-коричневе, майже чорне. Черево має чорний колір. Над черевними плавцями присутня нечітка чорна мітка.

## Спосіб життя
Тримається на глибині від 400 до 910 м. Здійснює добові міграції. Живиться невеличкою костистою рибою та дрібними безхребетними.
Це яйцеживородна акула.

## Розповсюдження
Є ендеміком Гавайських островів — звідси походить її назва.